# Vicente Ballester Martínez
Vicente Ballester Martínez (Castelló de la Plana, Espanha, 20 de junho de 1980) é um ex-ciclista espanhol. A sua residência habitual é a localidade de Onda (Castellón).

## Biografia
Estreiou como profissional no ano 2004 com a equipa Comunidade Valenciana. Durante os três anos de participação nesta equipa teve actuações irregulares devido a vários problemas. O seu primeiro ano de profissional esteve praticamente sem competir profissionalmente devido a problemas com a obtenção da licença UCI. No segundo ano nesta equipa passou-o em branco devido a uma intervenção cirúrgica da hernia discal que lhe manteve afastado da atividade desportiva.
A princípios do ano 2006 esteve implicado na Operação Puerto junto com o resto de corredores a equipa Comunidade Valenciana. Eufemiano Fuentes, numa entrevista ao programa radiofónico no larguero, afirmou que não conhecia de nada aos ciclistas Alberto Contador e Vicente Ballester e que não sabia porque figuravam na Operação Puerto. Mais adiante, foi absolvido judicialmente junto com o resto de corredores da equipa Comunidade Valenciana.
No ano 2007, devido ao desaparecimento do Comunidade Valenciana (antiga equipa ciclista Kelme), foi-se à equipa ciclista Fuerteventura-Canarias Team, onde competiu até desaparecimento de dito equipa de forma profissional no final desse mesmo ano.

## Palmarés
- 2007
- Criterium Internacional de Corralejo, celebrado a 7 de dezembro de 2007.[4]
- Terceira posição na Clássica de Almeria de 2007.[5][6]
- Sprints especiais na Clássica de Almeria.[7]

## Equipas
- Comunidade Valenciana (2004-2006)
- Fuerteventura-Canarias Team (2007)